# C-United
C-United株式会社（シーユナイテッド）は、東京都港区に本社を置く、喫茶店コーポレイト・チェーンを展開する企業である。珈琲館、シャノアール、カフェ・ベローチェ、カフェ・ド・クリエなどの店舗ブランドで喫茶店チェーンを展開している。

## 概要
香港のプライベート・エクイティ・ファンドのロングリーチグループは、2018年に珈琲館株式会社を、2020年に株式会社シャノアールを買収した。2021年にこの両社を合併し統合したものが当社である。
法人格は珈琲館株式会社を、本社所在地は株式会社シャノアールを引き継いでいる。また社史における創業日も、設立が古いシャノアールの創業日（1965年5月26日）を採用している。
2022年4月には「カフェ・ド・クリエ」を運営するポッカクリエイトを子会社に収め、2023年1月にポッカクリエイトを吸収合併したことで同社が運営していた「カフェ・ド・クリエ」のブランドを継承することとなった。

## 沿革
- 2018年
  - 3月 - LKホールディングス株式会社設立。
  - 7月1日 - 珈琲館株式会社（2代）を吸収合併し、社名を珈琲館株式会社（3代）に変更。
- 2021年4月1日 - 
  - 株式会社シャノアールを吸収合併[4]。
  - 社名をC-United株式会社に変更。
  - 本社を渋谷区千駄ヶ谷から港区芝大門（株式会社シャノアールの本社所在地）に移転。
- 2022年4月1日 - サッポログループ食品から「カフェ・ド・クリエ」を運営している株式会社ポッカクリエイトを買収[5]。
- 2023年1月1日 - 子会社の株式会社ポッカクリエイトを吸収合併。「カフェ・ド・クリエ」など、株式会社ポッカクリエイトが運営していた店舗ブランド全てを引き継ぐ[6]。

## 運営ブランド
旧珈琲館系
- 珈琲館
- 珈琲館 蔵（コーヒーかん くら）- 珈琲館のロードサイド店舗。店舗外観は蔵を模している。
- CAFE DI ESPRESSO 珈琲館

旧シャノアール系
- シャノアール
- カフェ・ベローチェ
- カフェ・セジュール
- THE SMOKIST COFFEE

旧ポッカクリエイト系
- カフェ・ド・クリエ
- カフェ・ド・クリエ ホピタル
- カフェ・ド・クリエ リーブル
- カフェ・ド・クリエ グラン
- カフェ・ド・クリエ プラス
- メゾン・ド・ヴェール